# 脇田珠樹
脇田 珠樹（わきた たまき、1972年5月12日 - ）は、日本の実業家。セブン&アイ・ホールディングス取締役 最高戦略責任者（CSO）。米セブン-イレブン取締役。ニッセンホールディングス代表取締役社長、シャディ取締役会長、イトーヨーカ堂取締役等を歴任。大阪府立大学（現大阪公立大学）経済学部卒業。Thunderbird School of Global Management（米国アリゾナ州）にてMBA（Master of Business Administration）修了。
大学在学時にアーチェリーを始め、体育会アーチェリー部の主将としてチームを率いると共に、個人として全日本大学アーチェリー選手権決勝戦、全日本フィールドアーチェリー選手権決勝戦、世界選手権大会の日本代表選考会等に出場。社会人になってからは正式種目化後のオリンピック出場を目指してコンパウンドボウ種目に転向し、全日本社会人フィールドアーチェリー大会で個人ベスト16、オール関西社会人フィールドアーチェリー大会で個人総合優勝等を遂げている。
ミステリー作家として江戸川乱歩賞受賞の東野圭吾とは大学アーチェリー部の先輩後輩の関係、歴史小説家として松本清張賞・直木三十五賞受賞の川越宗一とは元同僚の関係にあたる。

## 経歴
- 1972年 - 奈良県明日香村生まれ
- 1995年 - 大阪府立大学（現大阪公立大学）卒業後、ニチメン（現双日）入社
- 2002年 - ゼネラル・エレクトリック 入社
- 2003年 - ニッセン（現ニッセンホールディングス）入社
- 2006年 - ニッセンホールディングス 執行役員
- 2008年 - ニッセンGEクレジット 取締役
- 2012年 - ニッセンホールディングス 取締役
- 2016年 - ニッセンホールディングス 代表取締役社長[1][2][3][4]
- 2016年 - シャディ 取締役会長[5]
- 2019年 - セブン&アイ・ホールディングス シニアオフィサー[6]
- 2019年 - Francfranc 取締役[7]
- 2020年 - イトーヨーカ堂 取締役[8]
- 2021年 - セブン-イレブン・インク（米7-Eleven, Inc.）取締役[9]
- 2022年 - セブン&アイ・ホールディングス 執行役員[10]
- 2023年 - セブン&アイ・ホールディングス 最高戦略責任者（CSO）[11]
- 2023年 - そごう西武 取締役[12]
- 2024年 - セブン&アイ・ホールディングス 取締役[13]